# James Ogilvy
James Ogilvy, né le 29 février 1964 à Londres, est un paysagiste britannique, fondateur et éditeur de Luxury Briefing. Il est le fils de Sir Angus Ogilvy et de la princesse Alexandra de Kent ,.

## Jeunesse et famille
James Robert Bruce Ogilvy est né le 29 février 1964 à Thatched House Lodge, Richmond Park, dans le Surrey. Il est le fils de la princesse Alexandra, cousine germaine de la reine Élisabeth II, et de son époux Angus Ogilvy. Il a une sœur cadette Marina, née en 1966.
James Ogilvy est le petit-fils du prince George, 1er duc de Kent, frère des rois Edouard VIII et George VI, et de son épouse, la princesse Marina de Grèce, ainsi que l’arrière petit-fils du roi George V et de son épouse la princesse Mary de Teck.
Il est baptisé le 11 mai 1964 dans la chapelle privée du palais de Buckingham et compte parmi ses sept parrains et marraines, la reine Élisabeth II. 
À sa naissance, il est 13e dans l'ordre de succession au trône britannique. Depuis 2023, il occupe la 59e place.

## Éducation et vie professionnelle
Son éducation commence à « l'école du palais » avec ses cousins le prince Edward et Lady Sarah Armstrong-Jones. Par la suite, James Ogilvy fréquente la Gibbs pre-prep et la Heatherdown Preparatory School. Il part étudier au collège d'Eton puis à l'université de St Andrews, où il obtient une maîtrise écossaise en histoire de l'art. Il suit ensuite le cours de MBA à temps plein à Cranfield de 1990 à 1991, obtenant le diplôme de MBA.
Il travaille pour Barclays de Zoete Wedd (BZW) puis pour une agence maritime à Édimbourg.
Il est l'éditeur et le fondateur de Luxury Briefing, un magazine lancé en 1996, et siège à de nombreux conseils d'administration.
James Ogilvy est également photographe professionnel et paysagiste.

## Vie privée
Il épouse Julia Caroline Rawlinson le 30 juillet 1988 à l'église St Mary à Saffron Walden, Essex. 
Le couple a deux enfants :
- Flora Alexandra Vesterberg, née Ogilvy le 15 décembre 1994 à Édimbourg en Écosse, qui dirige une agence d'art contemporain[11]. Elle épouse Timothy Vesterberg à la chapelle royale du palais Saint James le 26 septembre 2020[12].
- Alexander Charles Ogilvy, né le 12 novembre 1996 à Édimbourg, en Écosse.

Il est le parrain de la princesse Eugénie, la fille cadette du prince Andrew, duc d'York, et de Sarah, duchesse d'York.
En 1997, alors qu'il est en vacances en Floride avec sa femme et ses enfants, il nage dans l'océan et est mordu par un requin. Il a eu plusieurs blessures à la jambe qui ont nécessité 30 points de suture.